# Аннексин A1
Аннексин A1 (annexin A1, ANXA1, липокортин-1) — белок, кодируемый у человека геном ANXA1, связывающий ионы кальция и фосфолипиды. Состоит из 346 аминокислот. Относится к семейству аннексинов, синтезируется в иммунных клетках под воздействием глюкокортикоидов.
Аннексин А1 опосредует различные иммуносупрессивные, противовоспалительные, противоаллергические эффекты глюкокортикоидов. В частности, он угнетает активность фосфолипазы A2, благодаря чему снижается синтез различных эйкозаноидов, в том числе простагландинов и лейкотриенов. Также аннексин А1 ингибирует циклооксигеназы типов 1 и 2, усиливая подавление биосинтеза простагландинов.
Связываясь со специфическим рецептором ALX/FPR2 мембран лейкоцитов, аннексин A1 угнетает различные проявления активности лейкоцитов: эпителиальную адгезию, миграцию лейкоцитов из сосудистого русла, хемотаксис, фагоцитоз, окислительный метаболизм. Аннексин A1 также подавляет высвобождение различных провоспалительных медиаторов (в частности, лизосомальных ферментов, цитокинов, тканевого активатора плазминогена) из нейтрофилов, макрофагов и мастоцитов (тучных клеток).
Нарушение функционирования аннексина A1 коррелирует с возникновением неалкогольной жировой болезни печени при ожирении. В качестве терапевтической стратегии при этом предлагаются различные способы повышения его активности, включая ингибирование протеолиза и повышение эффективности доставки к поражённым тканям.